# Neritz
Neritz o en baix-alemany Neers és un municipi al districte Stormarn al sud de l'estat de Slesvig-Holstein, el poblat més petit de l'amt de Bad Oldesloe-Land, el 31 de desembre del 2015 tenia 317 habitants. Forma part de l'amt de Bargteheide-Land.
Travessat pel riu Norderbeste que era navegable des l'edat mitjana fins a mitjans del segle xix, es troba a l'antiga ruta comercial entre Altona i Lübeck, la Altona-Lübecker Chaussee i la Salzstrasse (ruta de la sal). A més del mateix poble, dividit en Neritz de baix (Unterdorf) i Neritz de dalt (Oberdorf) té un segon nucli Floggensee. El primer esment escrit data del 1345. Des de la fi del segle xv fins a principis del segle xvi va tenir una certa importància pel canal efímer Alster-Trave. Hi va haver moltes discussions sobre els costs del canal. Quan el 1549 l'assuter de la resclosa de Neritz va ser assassinat, el canal va caure en desús.
Avui, excepte per a l'agricultura i uns serveis de proximitat, és principalment un dormitori de la ciutat de Bad Oldesloe.

## Llocs d'interès
- Les restes del canal Alster-Beste
- La fita de mitja llegua de la carretera Altona-Lübecker Chaussee